# Perophora sabulosa
Perophora sabulosa är en sjöpungsart som beskrevs av Kott 1990. Perophora sabulosa ingår i släktet Perophora och familjen Perophoridae. Inga underarter finns listade i Catalogue of Life.